# Quartet de corda núm. 7 (Weinberg)
El Quartet de corda núm. 7 en do major, op. 59, va ser compost per Mieczysław Weinberg va ser compost entre gener i març de 1957 i el va dedicar al compositor ucraïnès Iuri Levitin, un alumne de Xostakóvitx. Es va estrenar el 22 de desembre del mateix any a la Sala de Cambra del Conservatori de Moscou pel Quartet Borodín, que després també estrenarien el vuitè, novè, onzè i setze quartets de Weinberg. El Quartet Borodín el solia interpretar com a bis en els seus concerts.

## Moviments
El quartet, amb una durada d'uns 28 minuts, consta de tres moviments:
- I. Adagio
- II. Allegretto
- III. Adagio - Allegro - Adagio[4]

## Origen i context
Després d'un període de composició prolífic amb cinc quartets en sis anys, Weinberg va enfrontar greus problemes després de ser censurat pel Sisè Quartet, que va resultar en onze anys de suspensió en el seu cicle musical. La censura va augmentar a mesura que la seva música es feia més complexa i «formalista», un terme negatiu utilitzat pel règim soviètic per descriure obres experimentals. L'apogeu d'aquesta censura va ser el 1948, quan el Sisè Quartet es va classificar com a «no recomanat per a l'actuació», portant a l'acusació injusta i detenció de Weinberg el 1953. Després de la mort de Stalin, va ser alliberat, però va portar amb ell les seqüeles d'aquell moment difícil.
El Setè Quartet va ser compost l'hivern de 1957, el mateix any que va completar la Quarta Simfonia (que no s'estrenaria fins al 1961) i el poema simfònic Matí-vermell. En el Setè Quartet, en contrast amb els seus quartets anteriors, Weinberg mostra un estat d'ànim més íntim i retirat, però desafiant.

## Anàlisi musical
L'obra comença amb un moviment en Adagio. El següent moviment, Allegretto, té una estructura de scherzo que recorda a la música de Xostakóvitx. La dansa incorpora elements klezmer que intensifiquen l'atmosfera establerta en l'Adagio anterior. El moviment final, amb una durada de tretze minuts, consta de diferents variacions que creen un efecte desafiador per a l'oient. Segons James Manheim, aquesta obra de Weinberg rivalitza en intensitat amb les obres més destacades del període mitjà de Xostakóvitx.